# Nahtoderfahrung

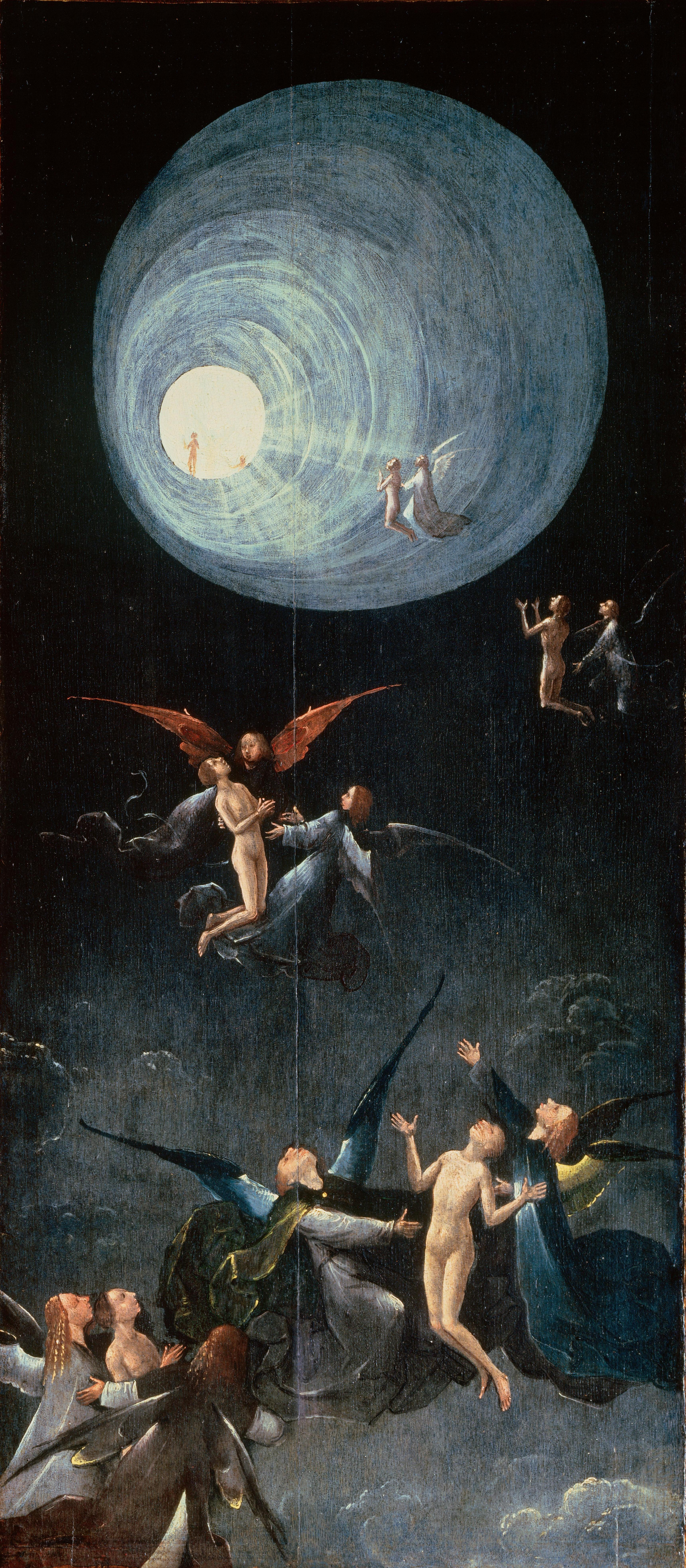
Hieronymus Boschs „Aufstieg der Seligen“ zeigt das Motiv eines Tunnels, wie es auch aus Nahtoderfahrungen berichtet wird.

Als Nahtoderfahrung (d. h. Nahtod-Erfahrung) oder Nahtoderlebnis (NTE) wird ein breites Spektrum tiefgreifender persönlicher Erfahrungen bis hin zu sogenannten Transzendenzerfahrungen bezeichnet, die von Menschen gemacht werden, die sich in einer lebensbedrohlichen Situation befunden haben. Dieser Umstand hat zur Begriffsbildung wesentlich beigetragen, allerdings sind gleichartige Erfahrungen auch in anderen Zusammenhängen beschrieben worden.
Die Forschung hat eine Reihe von Elementen und Gefühlen identifiziert, die typisch für Nahtoderfahrungen sind. Dazu gehören u. a.: die Erfahrung eines bewussten Seins ohne physischen Körper, Tunnel-, Licht-, Jenseits- und Weltraumerfahrungen, Gefühle von Liebe, Frieden, Geborgenheit und Schmerzlosigkeit und in wenigen Fällen von Angst und Bedrängnis. Einige Betroffene berichten auch von Begegnungen mit verstorbenen Angehörigen oder Wesen, mit denen sie jeweils kommunizieren.
Die Bandbreite der Erklärungen, die für dieses Phänomen angenommen werden, reicht von naturwissenschaftlichen bis hin zu spirituellen Ansätzen. Nahtoderfahrungen werden unabhängig von der Weltanschauung in fast allen Kulturen der Menschheit erwähnt.

## Bezeichnung und Auftreten
Der Begriff „Nahtoderlebnis“ wurde im 19. Jahrhundert geprägt, als der Schweizer Geologe Albert Heim eine Eigenerfahrung und Zeugenaussagen seiner Klettergefährten über Erlebnisse nach Abstürzen protokollierte und publizierte.
Nahtoderfahrungen erhielten also ihren Namen daher, dass das Zusammentreffen mit lebensbedrohenden Situationen besonders auffiel. Später zeigte sich jedoch, dass derartige Erlebnisse auch von Umständen, die nicht lebensbedrohend sind, ausgelöst werden können, wie zum Beispiel Epilepsie oder Meditation. Beim Vergleich von Nahtoderfahrungen in lebensbedrohenden Situationen mit solchen in nicht lebensbedrohenden Situationen wurden bezüglich Intensität und Inhalten der Erlebnisse keine Unterschiede festgestellt.
Von den Überlebenden eines Herzstillstands berichteten circa 20 Prozent über typische Nahtoderfahrungen. Nach einer repräsentativen Befragung von über zweitausend Personen in Deutschland durch den Berliner Soziologen Hubert Knoblauch in den Jahren von 1997 bis 1998 hatten etwa 4 Prozent eine Nahtoderfahrung gehabt.
Es gibt keine einheitliche und umfassende Klassifizierung der Umstände und Elemente von Nahtoderfahrungen. Erschwerend für die Klassifizierung ist die Nähe einiger Nahtoderfahrungen zu Träumen, Oneiroid-Syndromen, Halluzinationen, Illusionen, Wahnvorstellungen, autosuggestiven Elementen und dem Erleben während einer diagnostizierten Depersonalisation.

## Erlebnisinhalte

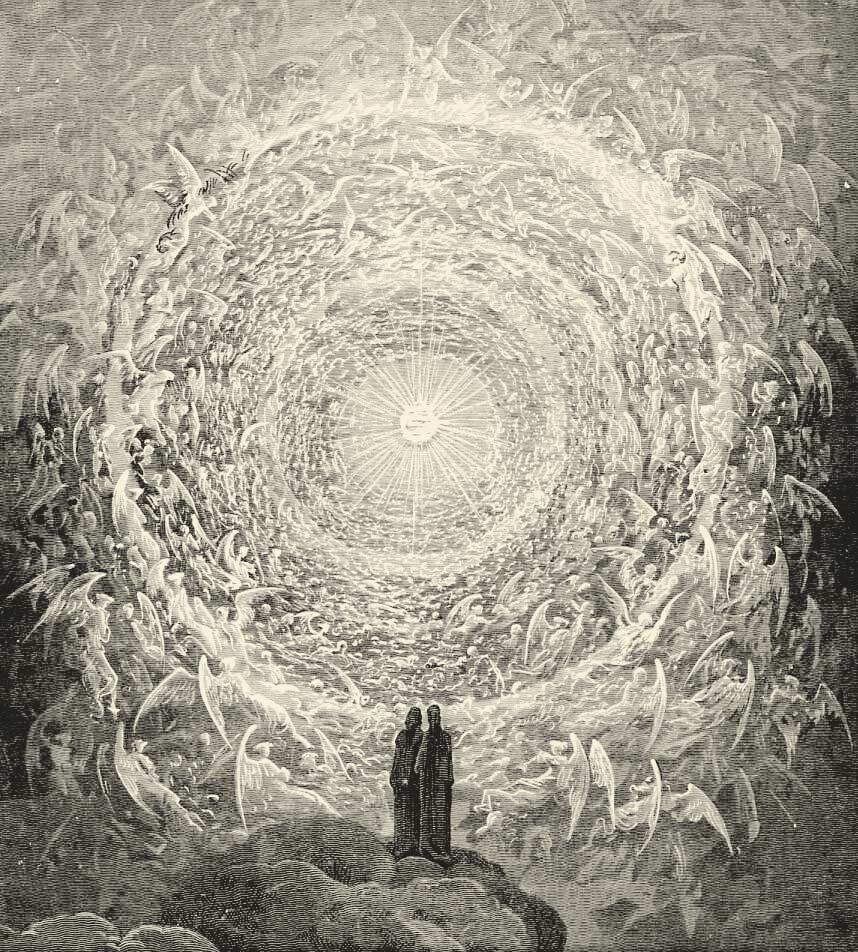
Darstellung des göttlichen Lichtes

### Themen und Inhalte in Nahtoderfahrungen
- Außerkörperliche Erfahrung: Im Rahmen von Nahtoderfahrungen haben die Betroffenen oft das Gefühl, über ihrem Körper zu schweben und zu beobachten, was geschieht.[10]
- Ein großer Teil der Betroffenen beschreibt einen Übergang, der am häufigsten als Durchgang durch einen Tunnel beschrieben wird, an dessen Ende helles Licht zu sehen ist.[3]
- Manche Betroffene berichten vom Jenseits; je nach Studie in einem Zehntel bis zwei Drittel der Nahtod-Erlebnisse.[3]
- Bereits verstorbene Verwandte oder übernatürliche Gestalten kommen, um den Betroffenen abzuholen: Schon in den von Papst Gregor dem Großen gesammelten Berichten erscheinen Apostel, Verwandte oder Freunde zur Abholung.[11][12] In den von Osis und Haraldson untersuchten Totenbettvisionen aus Indien und Amerika kommen solche Wesen in etwa 78 % der Fälle vor; bei den Amerikanern überwiegend verstorbene Verwandte, in Indien eher religiöse Figuren. Auch Lebende können in Nahtoderfahrungen auftauchen.
- Licht: In 40–77 % der Nahtoderfahrungen nimmt die Person ein helles, weißes Licht wahr.[13] Das Licht wird je nach Religionszugehörigkeit als Sonne, Gott, Engel oder als Widerspiegelung des allerhöchsten Bewusstseinszustandes des Menschen identifiziert.[3][14][15][16]
- Als Lebensbilderschau, Lebensrückblick oder -film können während des Nahtod-Erlebnisses Ereignisse aus der eigenen Vergangenheit vor dem inneren Auge ablaufen. Diese Phase des Nahtod-Erlebnisses tritt etwa in einem Drittel der Berichte über Nahtoderfahrungen auf.[3] In Nahtoderfahrungen vor Beginn der europäischen Neuzeit oder aus bestimmten Kulturen, wie z. B. der indischen, tritt dieses Motiv in Form einer Bewährungsprobe, einer Gerichtsszenerie oder eines Lebensbuches auf.[17]
- Gefühl, Ereignisse der Zukunft vorhersagen zu können (Präkognition), und Allwissenheitsempfinden: In etwa 3 bis 6 % der Nahtodeserlebnisse glaubten die Betroffenen, in die Zukunft zu sehen.[3][13]

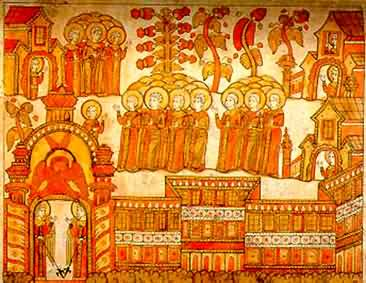
Eine Mauer um den Himmel

- In 8 bis 41 Prozent der Nahtoderfahrungen taucht eine Grenze, Mauer oder etwas Ähnliches auf, das der Betroffene nicht überschreiten darf, wenn er nicht endgültig sterben soll.[18]
- Rückkehr: In einigen Nahtoderfahrungen erscheinen die Wiederbelebungsmaßnahmen als Grund der Rückkehr. Es kann aber auch eine bewusste Entscheidung zur Rückkehr erlebt werden.[19]

### Emotionen
- Glücksgefühl: Für viele Menschen sind starke Gefühle von Schmerzfreiheit, Frieden, Freude und Glückseligkeit der bemerkenswerteste Teil ihrer Erfahrung.[20]

### Mystische Erfahrung und Folgen
Nahtoderfahrungen können religions- und kulturunabhängige mystische Erfahrungen und Transzendenz-Erfahrungen beinhalten: ein Erleben von Einheit, einer Realität jenseits von Zeit und Raum, tief empfundene positive Stimmung, Gefühl der Heiligkeit, Unaussprechlichkeit, Paradoxie und Flüchtigkeit des Erlebens. Damit sind Nahtoderlebnisse die häufigsten mystischen Erfahrungen überhaupt.
Viele Menschen sind nach einem Sterbeerlebnis auch von der Existenz Gottes überzeugt und geben religiösen und ethischen Werten in ihrem Leben Vorrang. Eine Hinwendung zu sozial-karitativen Tätigkeiten, eine höhere Wertschätzung von Sinnfragen, aber auch der eigenen Person und der Kürze und Kostbarkeit der Lebenszeit werden beschrieben.

## Erklärungsversuche: Grundpositionen
In der Beschreibung und Erforschung von Nahtoderfahrungen gibt es verschiedene Versuche, die sich in ihren erkenntnistheoretischen und weltanschaulichen Grundannahmen unterscheiden.

### Deutung als Wahrnehmung eines Weiterlebens nach dem Tod
Eine verbreitete Deutung ist die oft religiös motivierte „Überlebenshypothese“, die Nahtoderfahrungen als Beleg für das Weiterleben einer Seele nach dem Tod sieht. Solche Erklärungen betrachten Nahtoderfahrungen als einen Ausdruck der Unabhängigkeit des Bewusstseins von Gehirn und Körper. In Weltanschauungen außerhalb religiöser Tradition werden auch Deutungen angeboten, wonach das Gehirn sozusagen eine Art Empfangsgerät für ein unkörperlich existierendes Bewusstsein sei. Die These von einer Fortexistenz des Bewusstseins nach dem Tod wurde auch von einer Reihe von Medizinern vertreten, darunter Pionieren der Nahtodforschung wie Raymond A. Moody und Elisabeth Kübler-Ross, ferner Maurice S. Rawlings, Pim van Lommel, Sam Parnia, Walter van Laack und in ähnlicher Weise auch Bruce Greyson.
Im Buddhismus finden sich in der Schrift Bardo Thödröl (auch: „Tibetisches Totenbuch“ genannt) detaillierte Beschreibungen von Abläufen und Wahrnehmungen im Sterbeprozess, die dort in die Wiedergeburtslehre eingeordnet werden. Diese Beschreibungen stammen offenbar aus Meditationserfahrungen. Sogyal Rinpoche schreibt in seinem Buch „Das tibetische Buch vom Leben und vom Sterben“, dass westliche Leser diese Darstellung manchmal mit den Berichten über NTE in Verbindung bringen. Sogyal Rinpoche merkt an, dass diese Frage eine Untersuchung verdient, die über den Rahmen seines Buches hinausgeht. Er geht jedoch auf die Frage in Bezug auf Ähnlichkeiten und Unterschiede ein. Er stellt fest, dass die in NTE berichteten außerkörperlichen Erfahrungen mit der Beschreibung im Bardo Thödröl übereinstimmen. Er erwähnt auch den in der tibetischen Tradition vorhandenen Begriff des Delok (dé lok, „der vom Tod zurückgekehrt ist“). In der buddhistischen Lehre wird zugleich aber betont, dass diese Erscheinungen, die man im Nach-Tod-Zustand erblickt (Phänomene wie das Klare Licht (Rigpa), Präkognition und Allwissenheitsempfinden), den Charakter von Illusionen haben, d. h. Projektionen des eigenen Geistes sind. So gebe es einerseits noch im Sterbeprozess und danach Geistestätigkeit mit der Möglichkeit, die eigentliche Natur des Geistes zu erkennen; es würden aber nicht zwangsläufig korrekte Wahrnehmungen auftreten.

### Deutung als außergewöhnliche Gehirnaktivität
Im Gegensatz zur „Überlebenshypothese“ ist in naturwissenschaftlicher Sicht, also in den Neurowissenschaften, mehrheitlich die Grundannahme, dass das Bewusstsein von der Tätigkeit des Gehirns hervorgebracht wird und dass eine Nahtoderfahrung deshalb ein Produkt eines Gehirns ist, das vorübergehend in wichtigen Funktionen gestört ist.
Neurophysiologische Forschungen sowie psychologische und psychiatrische Konzepte, wie das der Depersonalisation, konzentrieren sich auf die biologischen Grundlagen der Erscheinungen. Aus wissenschaftlicher Sicht gibt es keinen Grund zu der Annahme, dass es sich bei NTE nur um eine bestimmte Erscheinung handelt. Es wird daher angenommen, dass es hier eine Gruppe von lose zusammenhängenden, verschiedenen Erscheinungen gibt, für die entsprechende, unterschiedliche Erklärungen zu erwarten sind.

### Soziokulturelle Aspekte
Daneben gibt es eine Perspektive, die sich auf die Phänomene in den beschriebenen subjektiven Erfahrungen konzentriert und diese in einen soziokulturellen Zusammenhang einordnet.

## Medizinische und psychologische Gesichtspunkte

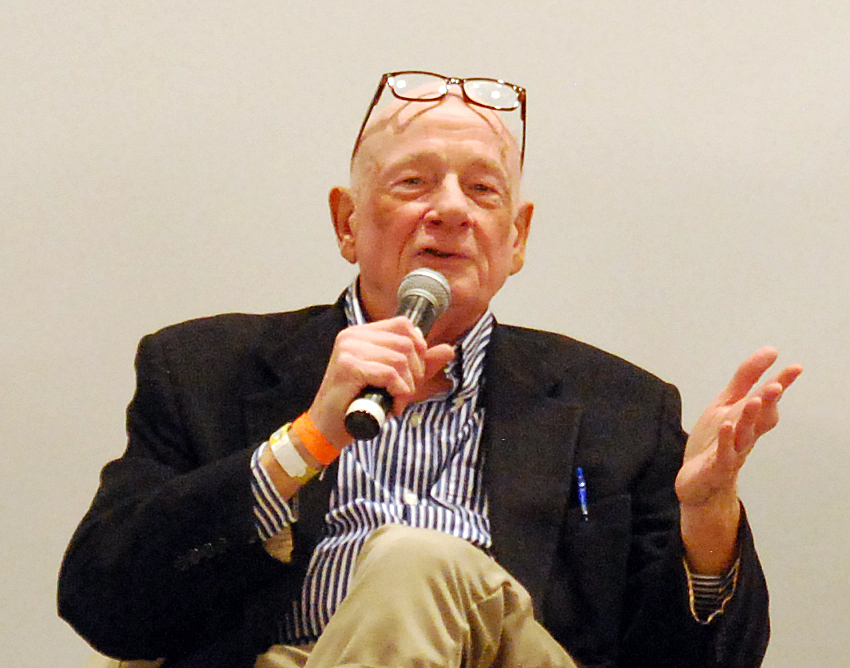
Raymond Moody (2017)

Das Interesse an diesem Fachgebiet wurde ursprünglich von den Schriften von Raymond Moody wie seinem Buch Life After Life, das 1975 veröffentlicht wurde, angeregt. Diese erzeugten große öffentliche Aufmerksamkeit für das Thema NTE. Bald darauf folgte die Gründung der Internationalen Vereinigung für Nahtod-Studien (IANDS) im Jahr 1981. IANDS beschreibt sich selbst als eine internationale Organisation, die wissenschaftliche Forschung und Bildung in Bezug auf die physische, psychologische, soziale und spirituelle Natur der Nahtoderfahrung fördert. Zu ihren Publikationen gehören das Peer-Review Journal of Near-Death Studies und der vierteljährliche Newsletter Vital Signs.
Bruce Greyson (Psychiater), Kenneth Ring (Psychologe) und Michael Sabom (Kardiologe) haben dazu beigetragen, das Studium der Nahtoderfahrungen in die akademische Forschung einzuführen. Von 1975 bis 2005 wurden etwa 2.500 Personen in den USA, die sich hierzu selbst gemeldet hatten, in retrospektiven Studien der Phänomene mit weiteren 600 außerhalb der USA im Westen und 70 in Asien verglichen. Prospektive Studien, die Gruppen von Einzelpersonen überprüfen, um dann später herauszufinden, wer aus dieser Gruppe eine NTE nach einer vorgegebenen Zeit hatte, identifizierten 270 Personen. Insgesamt wurden etwa 3.500 Einzelfälle zwischen 1975 und 2005 in mindestens einer Studie überprüft. Alle diese Studien wurden von etwa 55 Forschern bzw. Teams von Forschern durchgeführt. Die medizinische Gemeinschaft hat lange gezögert, das Phänomen der NTE anzusprechen und Geld für die Forschung zu gewähren.

### Hirnforschung
Bei einem wiederbelebten Patienten, der aus medizinischen Gründen in ein künstliches Koma versetzt worden war, fielen bis dahin unbekannte Hirnaktivitäten auf. Daraufhin wurden 2013 im Rahmen einer kanadischen Studie Katzen mittels Analgosedierung in ein vergleichbares künstliches Koma versetzt. Trotz des Vorliegens eines Null-Linien-EEG (Elektroenzephalogramm) gelang es den Wissenschaftlern der Universität Montreal, bei den Katzen in einer tieferliegenden Gehirnregion, dem Hippocampus, impulsartige Neuronalschwingungen zu beobachten.
Da Nahtoderfahrungen auch während eines Herzstillstands erlebt werden, gibt es folgende Problematik: Sobald das Gehirn nach einem Herzstillstand nicht mehr mit Blut und damit mit Sauerstoff versorgt wird, stellt das Gehirn nach etwa 15 Sekunden seinen normalen Betrieb ein, d. h. das Gehirn fällt in einen Zustand der Bewusstlosigkeit. Dieser bedeutet jedoch kein vollständiges, sondern ein teilweises Abschalten. Es sind demnach Zustände verminderter Bewusstheit möglich, die nur nach außen hin als Bewusstlosigkeit erscheinen.
Bei Ratten wurde beobachtet, dass in einer bestimmten Zwischenphase nach dem Kreislaufstillstand und vor dem Hirntod ein Teil der Gehirnaktivität noch zunimmt. In einer Studie an der Universität von Michigan wurden 2013 bei sterbenden Ratten mittels implantierten EEG-Elektroden die Hirnaktivitäten bis zum endgültigen Hirntod aufgezeichnet. Im Zeitraum zwischen dem Herzstillstand und dem Null-Linien-EEG beobachteten die Forscher kein langsames Abebben der neuronalen Hirnaktivitäten, sondern im Gegenteil ein extremes Ansteigen der kognitiven Verarbeitungsprozesse. Alleine die Gamma-Hirnströme im Frequenzbereich zwischen 25 und 55 Hertz stellten 50 % des gesamten EEG-Potentials, im normalen Wachzustand hatte ihr Anteil 5 % betragen. Auch die Ausprägung der Thetawellen stieg an und lag im Bereich des Wachzustands. Die Forscher kommen zu dem Schluss: „Wir liefern damit nun einen wissenschaftlichen Rahmen, um die hochgradig lebensechten und realen mentalen Erfahrungen zu erklären, die viele Überlebende eines Nahtod-Ereignisses berichten.“ Die gemessenen Hirnaktivitäten fanden innerhalb der ersten 30 Sekunden nach Eintreten des Herzstillstands statt.

### Halluzinationen
Aus der Psychopathologie sind autoskopische Halluzinationen bekannt, bei denen jemand ein Bild von sich selbst außerhalb seines eigenen Körpers sieht, ähnlich den außerkörperlichen Erlebnissen. Heinrich Klüver hat in den 1930er Jahren aus optischen Halluzinationen abstrakte Grundformen isoliert, deren Entstehung er dem Auge und dem Zentralnervensystem zuschrieb. Eines dieser Grundmuster ist ein Tunnel.

### Halluzinogene, psychotrope Substanzen und körpereigene Botenstoffe
Halluzinogene wie LSD, Meskalin, Ketamin, Ibogain, Dimethyltryptamin und Tetrahydrocannabinol rufen vereinzelt NTE hervor. Deshalb gehen einige Autoren davon aus, dass die diesen psychotropen Substanzen entsprechenden körpereigenen Botenstoffe und die zuständigen Rezeptoren im Gehirn für die Nahtoderfahrungen verantwortlich seien, und daraus folgend die Nahtoderfahrungen komplexe halluzinatorische Erfahrungen seien.

### Außergewöhnliche Bewusstseinszustände
Nahtoderfahrungen wurden mit anderen außergewöhnlichen (anomalen) Bewusstseinszuständen verglichen, insbesondere mit dem Erleben während eines bewussten Traums (Klartraum), eines traumartigen illusionären Bewusstseins (Oneiroid-Syndrom) und eines fliehkraft-induzierten teilweisen Bewusstseinsverlusts (wie z. B. in der Luft- und Raumfahrt; engl. G-Loc: G-force induced loss of consciousness).

### Depersonalisation
Bei der Depersonalisation handelt es sich um eine krankhafte Selbstwahrnehmung, bei der die betroffene Person den Eindruck hat, dem eigenen Körper oder der eigenen Persönlichkeit fremd gegenüberzustehen. Im Gegensatz zu NTE besteht hier jedoch keine Sicht von außen auf sich selbst (Autoskopie).

### Dissoziation
Da in einer Nahtoderfahrung die Persönlichkeit als vom Körper, seinen Schmerzen und den damit verbundenen Ängsten abgelöst erlebt wird, handelt es sich hierbei definitionsgemäß um eine dissoziative Erfahrung.

### Sauerstoffmangel im Gehirn
In gezielten Untersuchungen wurde nachgewiesen, dass Nahtoderlebnisse – zumindest in einem Teil der Fälle – auf Sauerstoffabwesenheit im Gehirn (zerebrale Anoxie), Sauerstoffmangel (Hypoxie) oder einen Überschuss an Kohlendioxid (Hyperkapnie) zurückgeführt werden können. Bei künstlich erzeugten Ohnmachtsanfällen durch Sauerstoffmangel im Gehirn bei 42 gesunden Versuchspersonen wurden am Universitätsklinikum Rudolf Virchow in Berlin sehr oft NTE-artige Erlebnisse ausgelöst: 16 % hatten außerkörperliche Erfahrungen, 35 % Gefühle von Frieden und Schmerzlosigkeit, 17 % Lichterscheinungen, 47 % Erleben einer anderen Welt, 20 % Zusammentreffen mit unbekannten Lebewesen, und 8 % Tunnelerlebnisse. Zwei Personen hatten sogar Erinnerungen an frühere, spontane NTE.
Ein Phänomen, bei dem die Sauerstoffversorgung des Gehirns vermindert ist, ist der Bewusstseinsverlust durch erhöhte Schwerkraft (G-force induced Loss of Consciousness, G-LOC) bei Piloten. James Whinnery hat über einen Zeitraum von sechzehn Jahren eine Studie mit über eintausend G-LOCs durchgeführt. Bei einem Durchschnittsalter von 32 Jahren dauerte der G-LOC etwa 12 Sekunden, wobei es bei 70 % der Personen zu Schüttelkrämpfen kam. Rund 50 % der Betroffenen erkannten ihren G-LOC nicht auf Anhieb und waren bei einer Videovorführung entsprechend erschüttert. Entsprechend dem Grad dieser Bewusstheit sprach Whinnery von vier G-LOC-Typen, die dabei den Grad der Blutleere widerspiegeln sollten. Nur beim intensivsten Typ wurden traumartige Erscheinungen (dreamlets) berichtet. Bei hoher Schwerkraft wurden zuerst die am weitesten von der versorgenden Ader entfernten Ränder der Netzhaut nicht ausreichend versorgt. Das Bild verlor vom Rand her seine Farbe und wurde dann zum Rand hin nach und nach dunkler. Es entstand eine Tunnelvision, manchmal auch ein völliger Sehverlust, der auf die mangelnde Durchblutung der Netzhaut (Retina) zurückgeführt wurde.

### Schläfenlappenaktivität und Epilepsie

Animation des menschlichen linken Temporallappens

Auch bei epileptischen Anfällen, besonders bei Schläfenlappenepilepsie, sind außerkörperliche Erlebnisse beobachtet worden.
Die Neurowissenschaftler Olaf Blanke und Sebastian Dieguez (2009), von der Ecole Polytechnique Fédérale de Lausanne, Schweiz, schlagen ein hirnbasiertes Modell mit zwei Arten von NTEs vor. Sie schlagen vor, dass eine Schädigung des bilateralen okzipitalen Kortex zu visuellen Merkmalen von Nahtoderfahrungen wie dem Sehen eines Tunnels oder von Lichtern führen kann, und dass eine „Schädigung von ein- oder beidseitigen Temporallappenstrukturen wie dem Hippocampus und der Amygdala“ zu emotionalen Erfahrungen, Erinnerungsflashbacks oder einem Lebensrückblick führen kann. Sie kamen zu dem Schluss, dass künftige neurowissenschaftliche Studien wahrscheinlich die neuroanatomischen Grundlagen der Nahtoderfahrung aufdecken werden, was zu einer Entmystifizierung des Themas führen wird, ohne dass paranormale Erklärungen erforderlich sind.

## Nahtoderfahrungen in Kunst und Kultur
Das Thema Nahtod wurde vielfach in Filmen bearbeitet, in jüngerer Zeit etwa Hereafter von Clint Eastwood (2010) und Stay von Marc Forster (2005). Darüber hinaus ist es auch ein Motiv besonders der phantastischen Literatur, wofür beispielhaft die Novelle Der Baron Bagge von Alexander Lernet-Holenia (1936) genannt werden kann. Karl May verarbeitet das Thema in seinen Romanen Am Jenseits (1899) und Im Reiche des silbernen Löwen III (1902).

### Filme
- Flatliners – Heute ist ein schöner Tag zum Sterben (1990)
- Ghost – Nachricht von Sam (1990)
- The Fountain (2006)
- Enter the Void (2009)
- Wenn ich bleibe (2014)
- Den Himmel gibt’s echt (2014)
- Flatliners (2017)

### Serien
- Ghost Whisperer – Stimmen aus dem Jenseits (2005–2010)

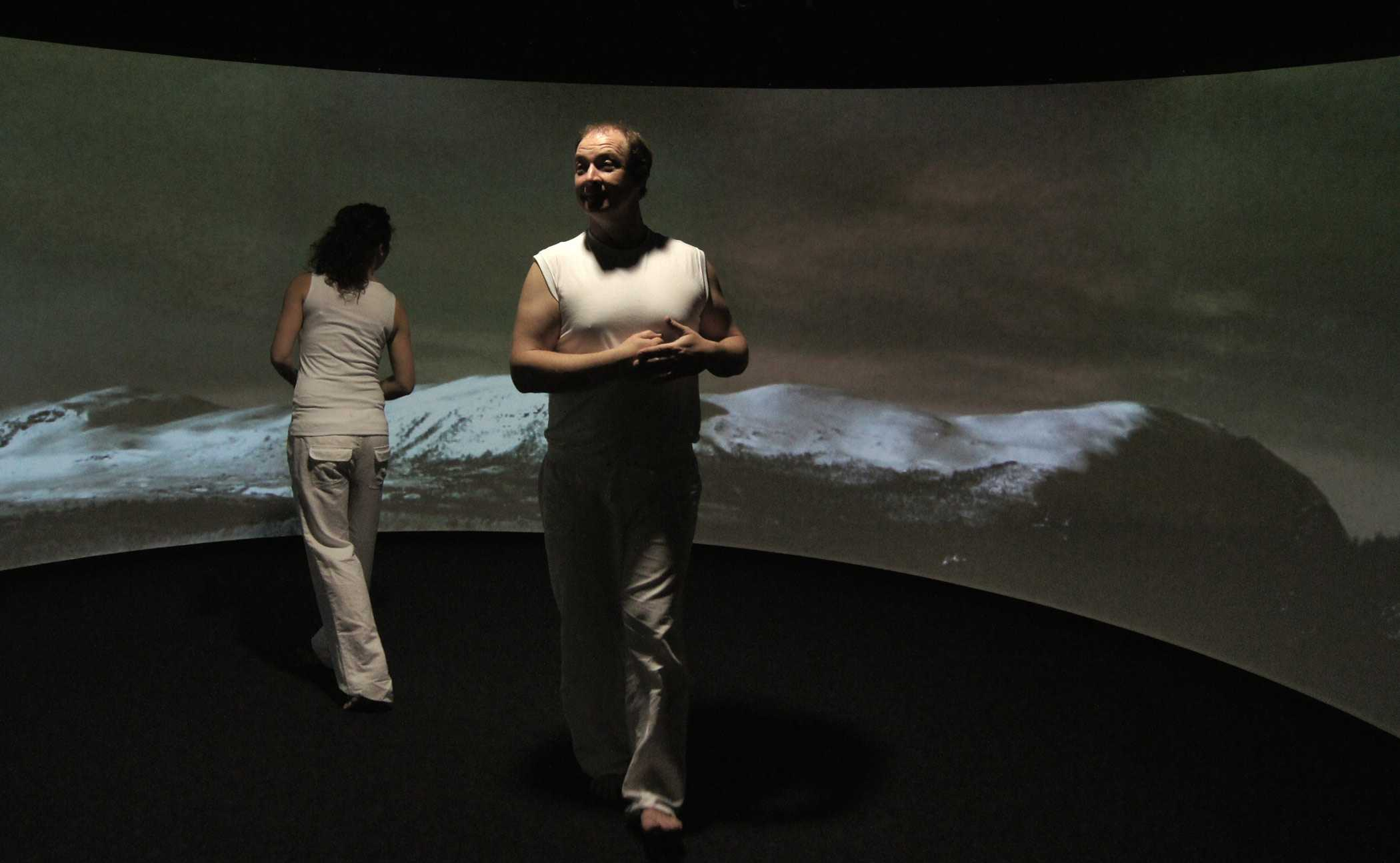
Helge Salnikau inszenierte das Nahtodstück Mehr Licht 2011 für das Theater Freuynde + Gaesdte

- The OA (2016–2019)

### Theater
- Mehr Licht war ein Bühnenstück, das der Schauspieler und Regisseur Helge Salnikau 2011 für das Ensemble Freuynde + Gaesdte inszenierte. Zwei Schauspieler beschrieben im Wortlaut authentischer Fälle Nahtoderfahrungen, während im Bühnenraum auf einer 270-Grad-Panoramawand Videosequenzen gezeigt wurden, die die teils surrealen Erlebnisse illustrierten. Spielort war das SimuScape, ein Simulationsraum im Studienhospital der WWU Münster zur lebensnahen Schulung von angehenden Ärzten.[71]

## Filmische Dokumentationen
- Rainer Fromm und Simone Kienast: An der Schwelle zum Jenseits – Nahtoderlebnisse aus der Sicht von Wissenschaftlern und Betroffenen. (DVD) 60 Min., Matthias-Film gGmbH 2009.
- Spiegel TV Phänomen Nahtod
- Spiegel TV Nahtod Special
- ARD: W wie Wissen: Nahtod – was passiert im Körper?
- 3sat delta: Todesnähe
- 3sat Kulturzeit: Licht und Schweben: Wie Menschen den Nahtod erleben
- WDR: Planet Wissen: Nahtoderfahrung

### Einführungen
- Olaf Blanke, Nathan Faivre, Sebastian Dieguez: Leaving Body and Life Behind: Out-of-Body and Near-Death Experience. In: Steven Laureys, Olivia Gosseries, Giulio Tononi: The Neurology of Consciousness: Cognitive Neuroscience and Neuropathology. 2. Ausgabe. Academic Press, Amsterdam 2015, ISBN 978-0-12-801175-1, S. 323–347. elsevier.com (PDF) abgerufen am 14. Juni 2016.
- Ina Schmied-Knittel: Nahtod-Erfahrungen. In: Gerhard Mayer, Michael Schetsche, Ina Schmied-Knittel, Dieter Vaitl: An den Grenzen der Erkenntnis. Handbuch der wissenschaftlichen Anomalistik. Schattauer Verlag, Stuttgart 2015, ISBN 978-3-7945-2922-3, S. 164–176.
- Birk Engmann: Near-Death Experiences: Heavenly Insight or Human Illusion? Springer Science & Business Media, Heidelberg 2014, ISBN 978-3-319-03728-8.
- Birk Engmann: Mythos Nahtoderfahrung S. Hirzel Verlag, Stuttgart 2011, ISBN 978-3-7776-2146-3.
- Dick Swaab: Pseudowissenschaftliche Erklärungen für Nahtoderfahrungen. In: Derselbe: Wir sind unser Gehirn: Wie wir denken, leiden und lieben. Knaur-Taschenbuch, München 2013, ISBN 978-3-426-78513-3, Kap. XVII.3.
- D. Mobbs, C. Watt: There is nothing paranormal about near-death experiences: how neuroscience can explain seeing bright lights, meeting the dead, or being convinced you are one of them. In: Trends in cognitive sciences. Band 15, Nummer 10, Oktober 2011, S. 447–449, doi:10.1016/j.tics.2011.07.010. PMID 21852181 (Review), PDF (abgerufen am 6. Juli 2016).
- A. Vanhaudenhuyse, M. Thonnard, S. Laureys: Towards a Neuro-scientific Explanation of Near-death Experiences? In: Jean-Louis Vincent (Hrsg.): Yearbook of Intensive Care and Emergency Medicine. Band 2009, Springer-Verlag, Berlin 2009, ISBN 978-3-540-92275-9, S. 961–968. coma.ulg.ac.be (PDF) abgerufen am 6. Juli 2016.
- C. C. French: Near-death experiences in cardiac arrest survivors. In: Progress in brain research. Band 150, 2005, S. 351–367. doi:10.1016/S0079-6123(05)50025-6 PMID 16186035 (Review)
- G. M. Woerlee: Mortal Minds. The Biology of Near-death Experiences. Prometheus Books, Amherst NY 2005, ISBN 1-59102-283-5.
- Nah-Todeserfahrungen. Rückkehr zum Leben (= Flensburger Hefte. Nr. 51). Flensburger Hefte Verlag, Flensburg 1995, ISBN 3-926841-72-9.
- Hans Peter Duerr: Die dunkle Nacht der Seele. Nahtod-Erfahrungen und Jenseitsreisen. Insel, Berlin 2015, ISBN 978-3-458-17631-2.

### Geschichte
- Werner Thiede: Todesnähe-Forschung – Annäherung an die Innenseite des Todes? Zur Geschichte und Hermeneutik der Thanatologie. In: H. Knoblauch, H.-G. Soeffner (Hrsg.): Todesnähe. Interdisziplinäre Zugänge zu einem außergewöhnlichen Phänomen (= Passagen und Transzendenzen. 8). Konstanz 1999, ISBN 3-87940-656-1, S. 159–186.
- Werner Thiede: Die mit dem Tod spielen. Okkultismus – Reinkarnation – Sterbeforschung. Gütersloh 1994, ISBN 3-579-00975-3.
- Carol Zaleski: Otherworld Journeys: Accounts of Near-Death Experience in Medieval and Modern Times. Oxford University Press, New York 1987, ISBN 0-19-536352-3.

### Belletristik
- Don Piper: Neunzig Minuten im Himmel. Gerth Medien, 2004, ISBN 978-3-86591-145-2.